# Y, le dernier homme
Y, le dernier homme (Y, The Last Man) est une série de comics créée par Brian K. Vaughan (scénario), et Pia Guerra (dessin). L'encrage est de Jose Marzan, Jr. et les couleurs de Pamela Rambo.
La série est éditée aux États-Unis chez Vertigo, un label de DC Comics, et s'est achevée après sa cinquième année de publication. Soixante épisodes sont parus.
En France, après deux albums publiés par Semic, c'est Panini qui continue la traduction, après l'attribution par DC Comics de la licence française à cet éditeur. Dargaud obtient les droits de publication de DC Comics et programme une réédition de la série en 2012 sous son label Urban Comics.
La série est adaptée en série télévisée sous le même titre créée et produite par Eliza Clark et diffusée en 2021 sur la chaîne virtuelle FX on Hulu.

## Synopsis
Yorick est un jeune américain artiste  de l’évasion, chômeur, actuel maître d’un capucin mâle indiscipliné baptisé Esperluette et amoureux d'une splendide blonde (Beth) partie en voyage universitaire en Australie. Le 17 juillet 2002, au moment où il se décide à la demander en mariage au téléphone, tous les porteurs du chromosome Y de la planète meurent, à l'exception de Yorick et Esperluette.
Ils doivent désormais survivre, à la recherche d’une explication, alors que les femmes se réorganisent pour vivre sans les hommes. Le héros se retrouve ainsi isolé, dans un monde gouverné par les femmes. Il cherche à découvrir l'origine du fléau, avec l'aide de l'agent 355 du Culper Ring, une agence gouvernementale secrète, du Dr Mann, biologiste, spécialiste du clonage humain, et d'Esperluette, son petit singe malicieux.

## Résumés
Le découpage de cette section est basé sur celui de la dernière édition française, parue d'octobre 2012 à novembre 2014 chez Urban Comics en collection « Vertigo Essentiels », édition qui reprenait le découpage de la Deluxe Edition parue aux États-Unis d'octobre 2008 à mai 2011 chez DC Comics.
Note : les résumés ci-après ne correspondent pas réellement au découpage en 5 tomes. Les événements rapportés pour les tomes 3 et 4 figurent en réalité dans le tome 2...
Tome 1
Dans sa première aventure (épisodes 1 à 5 originaux), Yorick se rend à Washington pour retrouver sa mère tandis que le gouvernement des États-Unis se réorganise. Entre républicaines et démocrates, qui deviendra la nouvelle présidente des États-Unis d’Amérique ? Il va y avoir de l'action à la Maison-Blanche et Yorick va rencontrer deux personnes qui pourraient bien être les responsables de la catastrophe qui frappe le monde et qui vont s'avérer ses alliées.
Tome 2
Par la suite (épisodes 6 à 10 originaux), Yorick va se retrouver sur le chemin d’un éventuel remède face à une communauté de femmes qui semble avoir réussi à s’adapter à la disparition des hommes sans difficultés. Mais quel est leur secret ?
Tome 3
Cet album exploite le dernier rebondissement en date : Yorick est bien le dernier homme sur Terre, mais dans l'espace ? Le sens de sa quête (gagner le laboratoire où l'on pourra rechercher les raisons de sa survie) se trouve quelque peu perturbé par la nécessité de gérer ce nouvel imprévu, au bout duquel Yorick reste le dernier homme... pour l'instant.
Tome 4
Dans le quatrième tome, Yorick subit une thérapie de choc qui le purge des tendances don-quichottesques (donc suicidaires) qu'il avait manifestées dans les épisodes précédents. C'est donc un Yorick animé d'une nouvelle volonté de vivre qui va commettre un geste nécessaire mais irréparable.
Tome 5
Le cinquième tome est la cristallisation narrative d'un grand nombre de pistes lancées dans les précédents (Yorick trompe sa fiancée pour la première fois ; il affronte un certain nombre de ses poursuivantes) et amorce un élément de réponse à la question du pourquoi de sa survie (son singe...).

## Commentaires
Des clins d’œils sont faits à cette bande dessinée dans la série Chuck : en effet, le héros est un véritable fan de Y. Ainsi, un poster trône au-dessus de son lit, et il feuillette différents tomes au cours des épisodes.
L'acteur principal (Zachary Levi) a par ailleurs fait connaître son souhait d'interpréter le rôle de Yorick dans une éventuelle adaptation au cinéma.

## Postérité

### Accueil critique
La série est récompensée par les prestigieux prix Eisner :
- en 2005, dans la catégorie Meilleur scénariste ;
- en 2008, dans la catégorie Meilleure équipe artistique ;
- en 2008, dans la catégorie Meilleure série régulière.

Elle est également nommée pour le prix Hugo de la meilleure histoire graphique 2009.
L'éditeur, quant à lui, publie les élogieuses critiques du Washington Post et d'Entertainment Weekly. Il met également en avant, comme argument promotionnel, l'avis enjoué de Stephen King : « The best graphic novel I've ever read ».

## Publications

### Recueils
| Épisodes | Trade Paperback     | Sortie | Deluxe Edition    | Sortie | Album français           | Sortie | Album français (réédition) | Sortie |
| -------- | ------------------- | ------ | ----------------- | ------ | ------------------------ | ------ | -------------------------- | ------ |
| #1-5     | Unmanned            | 2003   | Deluxe Book One   | 2008   | No Man’s Land            | 2004   | Volume 1                   | 2012   |
| #6-10    | Cycles              | 2003   | Deluxe Book One   | 2008   | Un petit coin de Paradis | 2004   | Volume 1                   | 2012   |
| #11–17   | One Small Step      | 2004   | Deluxe Book Two   | 2009   | Un petit pas             | 2006   | Volume 2                   | 2013   |
| #18-23   | Safeword            | 2004   | Deluxe Book Two   | 2009   | Stop/Encore              | 2007   | Volume 2                   | 2013   |
| #24–31   | Ring of Truth       | 2005   | Deluxe Book Three | 2010   | Alliance contre nature   | 2007   | Volume 3                   | 2013   |
| #32–36   | Girl on Girl        | 2005   | Deluxe Book Three | 2010   | Entre filles             | 2008   | Volume 3                   | 2013   |
| #37-42   | Paper Dolls         | 2006   | Deluxe Book Four  | 2010   | Scoop                    | 2008   | Volume 4                   | 2014   |
| #43–48   | Kimono Dragons      | 2006   | Deluxe Book Four  | 2010   | Monnaie de singe         | 2009   | Volume 4                   | 2014   |
| #49-54   | Motherland          | 2007   | Deluxe Book Five  | 2011   | Terre mère               | 2009   | Volume 5                   | 2014   |
| #55–60   | Whys and Wherefores | 2008   | Deluxe Book Five  | 2011   | Trajets d’Y              | 2010   | Volume 5                   | 2014   |

### Éditions
- DC Comics (label Vertigo) : VO
- Semic (collection « Semic books ») : tomes 1 et 2 (première édition des tomes 1 et 2)
- Panini (collection « 100 % Vertigo ») : tomes 1 à 10 (première édition des tomes 3 à 10)
- Urban Comics (collection « Vertigo Essentiels ») : réédition de la collection[6]